# BE-BOY KIDNAPP'N IDOL
『BE-BOY KIDNAPP'N IDOL』（ビーボーイ キッドナプン アイドル）は、おおや和美によるキャラクター原案、およびそれを原作としたOVA。OVAは、1989年2月22日に東芝EMIより発売。全1巻。

## ストーリー
親友同士の高校生・和也と秋彦のふたり。しかし、和也が人気アイドルになってからというもの、共に過ごせる時間が少なくなってしまったことで、ふたりの関係はギクシャクし始める。

## 登場人物
志乃原 和也（しのはら かずや）
声 - 佐々木望
工藤 秋彦（くどう あきひこ）
声 - 草尾毅
海浦 香（うみうら こう）
声 - 速水奨
九堂 竜二（くどう りゅうじ）
声 - 池田秀一

## スタッフ
- キャラクター原案 - おおや和美
- 原案：相馬了子、ゆいこ、諸星KAZUMI
- 企画 - 三浦亨
- 演出・絵コンテ - 八谷賢一
- キャラクターデザイン・作画監督 - 恩田尚之
- 脚本・色指定 - 大貫径子
- 美術監督 - 高遠和茂
- 撮影監督 - 小西一廣
- 編集：西出栄子
- 音楽 - 石田勝範
- 音響監督 - 藤山房延
- プロデューサー - 内山秀二
- アニメーション制作 - AIC
- 製作・著作 - 双進映像、AIC

## 主題歌
「MIDNIGHT デジャヴ」
作詞 - 水谷啓二 / 作曲・編曲 - 石田勝範 / 歌 - 長島秀幸
「未成年(あぶない) ジェネレーション」
作詞 - 水谷啓二 / 作曲・編曲 - 石田勝範 / 歌 - 浜田良美
「Summer Dreamer」
作詞 - 水谷啓二 / 作曲・編曲 - 石田勝範 / 歌 - 橋本舞子
「美 BOY」
作詞 - 水谷啓二 / 作曲・編曲 - 石田勝範 / 歌 - 橋本舞子
「A part of Me」
作詞 - 水谷啓二 / 作曲・編曲 - 石田勝範 / 歌 - 長島秀幸

## 商品情報

### DVD
- 『BE-BOY KIDNAPP'N IDOL』 （1枚組・片面1層 バンダイビジュアル 2004年10月22日発売） BCBA-1957
  - 封入特典
    - イメージアルバムCD付き「BE-BOY倶楽部」
    - 原作者・おおや和美描き下ろしコメント入りライナーノート（8P）